# McCarthy Tétrault
McCarthy Tétrault LLP est un cabinet d'avocats canadien qui offre des services intégrés en matière de droit des affaires, de litige, de droit fiscal, de droit immobilier et de droit du travail et de l'emploi, et ce, à l'échelle nationale et internationale. Le cabinet est notamment implanté à Vancouver, Calgary, Toronto, Montréal et Québec, ainsi qu'à Londres au Royaume-Uni.
La firme représente plusieurs clients canadiens et internationaux, incluant des institutions publiques majeures, ainsi que des organisations financières, des compagnies minières, des manufacturières, des pharmaceutiques et d'autres corporations.
Le bureau de Londres a pour spécialité de soutenir les clients dans leurs opérations internationales. McCarthy Tétrault est l'un des plus importants cabinets d'avocats canadiens présents à Londres. En outre, la firme est un membre fondateur de la Chambre de commerce Canada/Royaume-Uni et siège à son conseil d’administration.

## Historique

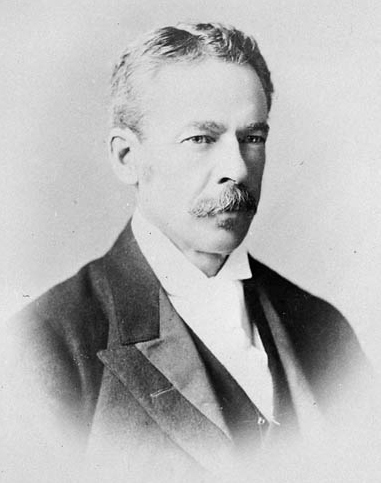
Dalton McCarthy (fils), partenaire avec son père de McCarthy & McCarthy, ancêtre de McCarthy Tétrault.

McCarthy Tétrault est né de la fusion de plusieurs firmes : McCarthy & McCarthy de Toronto, Clarkson Tétrault de Montréal, Shrum Liddle & Hebenton de Vancouver, et Black & Compade de Calgary.

### McCarthy & McCarthy
McCarthy & McCarthy est fondé en 1855 par D'Alton McCarthy et D'Arcy Boulton à Barrie, en Ontario, et est considéré à ce titre comme le plus ancien cabinet d'avocat de la province. D'Alton McCarthy, immigré irlandais né en 1805 à Dublin, est à l'origine avocat dans cette même ville. Faisant faillite peu avant de prendre sa retraite, il décide de tenter sa chance en immigrant dans la toute jeune province canadienne d'Ontario, en 1847. La firme, à l'origine nommée McCarthy & Boulton, adopte son nom final lorsque le fils de D'Alton McCarthy, diplômé de droit et avocat, rejoint celle-ci en 1870.
La firme se développe et prospère, et déménage à Toronto en 1876. Elle fusionne avec le cabinet d'avocat de Britton Bath Osler en 1883, pour devenir McCarthy & Osler, et devient le second plus gros cabinet d'avocat du Canada derrière Blake, Lash & Cassels. Le cabinet subsiste sous cette forme jusqu'en 1916, mais les rivalités entre les deux dynasties familiales, ainsi que la mort de D'Alton McCarthy père, ont raison de cette union. Les avocats du clan McCarthy quittent le cabinet pour reformer McCarthy & McCarthy en 1916.
La société fusionne avec le cabinet montréalais Clarkson Tétrault en 1990.

### Clarkson Tétrault
L'ancêtre de ce qui sera plus tard le cabinet Clarkson Tétrault est fondé par Eugène Lafleur à Montréal en 1885.
Entre 1984 et 1985, Clarkson Tétrault et le cabinet de Québec Drouin et associés fusionnent pour officier sous le nom Clarkson Tétrault à Montréal et Ottawa et Clarkson Tétrault Drouin à Québec.